# Uomo Floronico
L'Uomo Floronico, il cui suo vero nome è il dottor Jason Woodrue, è un personaggio DC Comics apparso in The Atom (vol. 2) n. 2, creato da Len Wein e Berni Wrightson. È il nemico di Swamp Thing e di Batman.

## Biografia del personaggio
Jason Woodrue appare per la prima volta in The Atom # 1 (giugno-luglio 1962). Woodrue è un esule da un mondo interdimensionale chiamato Floria abitato da driadi. Woodrue usa le sue avanzate conoscenze botaniche per controllare la crescita delle piante nel tentativo di conquistare il mondo. Viene sconfitto da Atomo e torna ad affrontare Atomo e la Justice League.
Successivamente, Woodrue usa una formula sperimentale per trasformare il suo corpo in un ibrido vegetale/umano, con la sua pelle che ricorda la corteccia e i suoi capelli che si trasformano in foglie. Facendosi chiamare "Uomo Floronico", viene sconfitto da Lanterna Verde. Dopo una rivincita con Atom e Wonder Woman, Woodrue diventa in seguito un membro della Società segreta dei super criminali.
Nel rilancio di Swamp Thing da parte di Alan Moore, Woodrue viene assunto dal generale Avery Sunderland per scoprire come lo scienziato Alec Holland è stato trasformato in Swamp Thing. Woodrue scopre che la creatura, invece di essere una versione mutata di Holland, è piuttosto una massa intelligente di vita vegetale che si era nutrita del cadavere di Holland e ne aveva assorbito la conoscenza e i ricordi. Woodrue cerca di avvertire Sunderland che Swamp Thing non è morto, ma il generale si rifiuta di ascoltarlo e annuncia la sua intenzione di interrompere l'impiego di Woodrue. Successivamente, l'Uomo Floronico intrappola Sunderland nel suo ufficio con Swamp Thing scongelato e infuriato, che uccide il generale.
Woodrue usa il corpo di Swamp Thing  (che ora sta regredendo a uno stato simile a una pianta a causa della sua incapacità di accettare la nuova rivelazione sulle sue origini) per contattare il Verde, che è composto dalla forza vitale di tutte le piante sulla Terra. L'esperienza fa impazzire l'Uomo Floronico e si propone di distruggere tutta la vita non vegetale sulla Terra costringendo le piante a produrre una quantità eccessiva di ossigeno per costringere gli esseri umani e gli animali all'estinzione, nella convinzione che stia "salvando" la Terra dall'umanità. Woodrue si confronta con Swamp Thing rianimato, che rivela al Verde che le piante non possono sopravvivere senza umani e animali, poiché le sue azioni le priverebbero dell'anidride carbonica di cui hanno bisogno per respirare che proviene da umani e animali, costringendo Woodrue a riconoscere che le sue azioni sono le azioni di un uomo piuttosto che di una pianta. Il Verde abbandona l'Uomo Floronico, che viene poi preso in custodia dalla Justice League dopo aver subito un completo esaurimento nervoso.
La miniserie "Black Orchid" di Neil Gaiman/Dave McKean del 1988 reinventa il Dr. Jason Woodrue nei panni di un professore universitario che ha insegnato botanica a Philip Sylvian, Alec e Linda Holland e Pamela Isley. Il personaggio Philip Sylvian, apparentemente ignaro della trasformazione di Woodrue, si riferisce a lui come a un "povero vecchio" e afferma: "L'ultima volta che ho sentito era all'Arkham Asylum..."
L'Uomo Floronico è stato brevemente un eroe dopo gli eventi di "Millennium", che lo hanno portato a diventare un membro dei Nuovi Guardiani. In questo nuovo ruolo, Woodrue assume il nome di Floro. Dopo la morte della maggior parte dei suoi compagni di squadra, ritorna al suo stato originale di cattivo.
Dopo aver fatto uscire Poison Ivy da Arkham con i suoi due subalterni Holly ed Eva, l'Uomo Floronico spiega il suo passato a Batman e Poison Ivy, raccontando la storia di come ha impedito un complotto di Swamp Thing, solo per essere ucciso presto. Dopo che gli scienziati riescono a mantenere viva la sua testa, la prima cosa con cui entra in contatto è la marijuana. Rigenerando un corpo vegetale, inizia la sua ricerca per inondare le strade di Gotham City con il suo vaso avanzato ed economico. Woodrue rende parte del DNA di Poison Ivy nel tentativo di creare un "bambino". Poison Ivy, in cambio, riceve un baule pieno di soldi per la droga ed è libera di andarsene. Decidendo che non vuole che l'Uomo Floronico governi il mondo, libera Batman. Dopo una breve battaglia, Batman nota che Woodrue si trova in una pozzanghera e usa un cavo elettrico per fulminare il cattivo, quindi lo uccide ancora una volta.
Da allora il personaggio è apparso in vari altri fumetti e trame. Assiste Starman, Alan Scott, Batman e altri nel tentativo di salvare una versione amichevole e pacifica di Solomon Grundy. È uno dei tanti cattivi che è stato cancellato dalla mente dalla JLA, ma da allora ha recuperato quei ricordi.
Durante "Crisi Infinita" l'Uomo Floronico appare come un membro della Secret Society of Super Villains di Alexander Luthor Jr. e prende parte alla Battaglia di Metropolis.

Nei The New 52 (un reboot del 2011 dell'universo DC Comics), Woodrue viene reintrodotto facendo un patto con il Verde prendendosi cura di Alec Holland. Successivamente si scopre che Woodrue è il Seeder, ora dotato di potere dal Parlamento degli alberi. Swamp Thing gli aveva dato la caccia per aver interrotto l'equilibrio del Verde. Il Parlamento degli Alberi decide che lui e Swamp Thing devono combattere, una volta che avranno pienamente realizzato i loro poteri, per decidere chi sarà il campione del Verde. Come ha fatto nella sua precedente incarnazione, prende brevemente i poteri di Swamp Thing, diventando il Campione del Verde, prima che questi lo inganni dall'interno del Verde e gli rubi il titolo, che quasi uccide il Seminatore, fino a quando la Palude Cosa lo colloca all'interno del Verde per salvarlo. Successivamente riemerge per combattere al fianco di Swamp Thing contro le forze combinate del Metallo, del Grigio / Funghi e del Marciume. Combatte l'Avatar del Grigio, provocando la morte di entrambi.

## Poteri e abilità
Nella sua forma originale, Jason Woodrue aveva una conoscenza avanzata della botanica, che usava per accelerare la crescita delle piante. Dopo essere diventato l'Uomo Floronico, Woodrue acquisisce la capacità di fondersi e controllare mentalmente la natura. Dopo aver mangiato gli organi di Swamp Thing, il suo potere è aumentato consentendogli di controllare tutte le piante del mondo per un breve periodo, ma ha perso questo potere dopo che Swamp Thing lo ha costretto a riconoscere che distruggere gli umani e gli animali avrebbe anche distrutto le piante.

## Altri media

### Cinema
- Il dottor Jason Woodrue è apparso come antagonista minore nel film Batman & Robin (1997), interpretato da John Glover.
- L'Uomo Floronico è uno dei due antagonisti principali del film d'animazione del DC Animated Universe Batman e Harley Quinn (2017), assieme con Poison Ivy.

### Televisione
Il personaggio è apparso nella serie televisiva Swamp Thing (2019), dove viene interpretato da Kevin Durand.